# Stade Rennais
Stade Rennais Football Club is een Franse voetbalclub uit Rennes, opgericht in 1901 en uitkomend in de Ligue 1. De club speelt zijn thuiswedstrijden in het Roazhon Park. Rennes speelt sinds de oprichting van de moderne Franse sportcompetitie steevast in een van de twee hoogste klassen, voornamelijk in de hoogste. Ook voor de oprichting van de profcompetitie was de club altijd aanwezig op het hoogste niveau.

## Geschiedenis

### Tot aan WOII
De club werd opgericht op 10 maart 1901 door enkele studenten als Stade Rennais. Op 24 maart van dat jaar wordt de eerste wedstrijd gespeeld tegen FC Rennes, deze laatste won met duidelijke 6-0 cijfers. FC Rennes was de eerste kampioen van de USFSA in Bretagne in 1903 en werd in 1904 gevolgd door Stade Rennais. De club stootte door tot de halve finales in de eindronde om de Franse landstitel, maar kreeg daar een pak slaag van Racing Club de Roubaix (12-1). Beide clubs besloten te fuseren op 4 mei 1904 en zo ging de club Stade Rennais Université Club heten. De clubkleuren van FC werden overgenomen. In 1908 en 1909 werd de club opnieuw kampioen. Tijdens de Eerste Wereldoorlog wint de club in 1916 de Coupe des Alliés.
Na de oorlog ging de club in de Division Honneur Ouest spelen. Het Franse voetbal werd in deze tijd nog steeds op regionaal niveau gespeeld en de club speelde dus in de hoogste divisie. In 1920 en 1923 werd de club kampioen. De grote regionale concurrenten in deze tijd waren US Servannaise, Stade Quimpérois en CS Jean-Bouin d'Angers. In 1921/22 bereikt de club voor het eerst de finale van de Coupe de France en verliest deze van Red Star Amical.
In 1932 neemt de club het profstatuut aan en wordt een van de stichtende leden van de moderne Franse competitie. Er waren twee groepen van tien clubs en Rennes wordt zesde in groep B. Het volgende seizoen is er nog maar één reeks van veertien clubs waarin de club zevende wordt. Ook de volgende seizoenen kan de club niet overtuigen en in 1936/37 degradeerde de club voor het eerst. Twee jaar eerder speelde de club de tweede keer de finale van de beker en verloor deze keer van Olympique de Marseille. De onmiddellijke terugkeer lukt niet en de club eindigt met één punt achterstand op AS Saint-Étienne derde in de Division 2. In 1939 werd de club vicekampioen achter Red Star, maar de officiële terugkeer bij de elite komt er pas in 1945 omdat het uitbreken van de Tweede Wereldoorlog roet in het eten gooit. Tijdens de oorlog speelt de club wel vanaf 1941 in de officieuze eerste klasse.

### Vanaf WOII
Het eerste naoorlogse seizoen wordt meteen een succes met een zesde plaats. Tot 1950 blijft de club in de top 10, met een vierde plaats in 1948/49 als uitschieter. Na drie zwakke seizoenen degradeert de club in 1953. De club verloor de barrage tegen RC Strasbourg en bracht de volgende drie jaar door in het vagevuur. Na de titel in 1956 keerde de club terug maar moest opnieuw barrage spelen voor het behoud. Deze keer was Lille OSC de boosdoner en Rennes degradeerde meteen weer. Na een tweede plaats promoveerde de club ook meteen weer en kon zich nu voor lange tijd in de hoogste klasse vestigen. Het duurde wel tot 1964/65 vooraleer de club voor het eerst in de top tien eindigde met een vierde plaats. Dat seizoen won de club ook de Franse beker tegen UA Sedan-Torcy. Hierdoor plaatste de club zich voor het eerst voor een Europese beker, maar verloor al in de eerste ronde van AS Dukla Praha. Na een zesde plaats het volgende seizoen belandde de club weer in de middenmoot. In 1971 werd voor de tweede keer de beker gewonnen, dit keer tegen Olympique Lyon. De Glasgow Rangers zorgden ervoor dat ook dit Europese avontuur in de eerste ronde eindigde.
In mei 1972 wordt de huidige naam Stade Rennais FC aangenomen. In de competitie blijft het bergaf gaan en in 1974/75 volgt een nieuwe degradatie. De magere jaren kondigen zich aan. Hoewel de club de afwezigheid in de hoogste klasse tot één jaar kan beperken wordt de terugkeer een tegenvaller van formaat. Rennes wordt laatste en speelt de volgende zes jaar in de Division 2. De club speelt altijd vooraan mee en komt dicht bij promotie in 1980, maar verliest in de eindronde van Olympique Avignon. Stade moet tot 1983 wachten op een terugkeer naar de Division 1. Maar de terugkeer is van erg korte duur na een nieuwe laatste plaats. Via de eindronde en strafschoppen tegen FC Rouen kan de club na één jaar terugkeren en wordt dertiende. De club gaat niet verder op zijn elan en wordt het volgende seizoen opnieuw laatste. In 1990 wordt de club kampioen en keert terug. Andermaal wordt de laatste plaats bereikt, maar doordat Girondins de Bordeaux, Stade Brestois en OGC Nice om financiële redenen uit de eerste klasse worden gezet betekent dit de redding voor Rennes. Het was slechts uitstel van executie tot één seizoen later. Na een nieuwe promotie in 1994 was de tijd van liftploeg, die zowat zeventien jaar duurde voorbij.
In 1998/99 wordt de club vijfde en bereikt de finale van de Intertoto Cup, maar verliest daar van Juventus. Twee jaar later wordt de club zesde en verloor het UEFA ticket op de laatste speeldag en probeerde opnieuw via de Intertoto Cup zich te plaatsen, maar verloor deze keer van Aston Villa. In 2002/03 was de club tot op de laatste speeldag in de running voor degradatie, maar kon deze vermijden door een zege tegen Montpellier. Sindsdien doet de club het een stuk beter en eindigde elk jaar al in de top tien. Europees kon de club echter niet doorbreken en sneuvelde twee keer in de groepsfase van de UEFA Cup en kon deze in 2008 zelfs niet eens halen. In 2009 bereikte de club voor de vijfde keer de finale van de Franse beker en speelt deze op 9 mei tegen tweedeklasser En Avant Guingamp. Stade Rennais verloor het Bretonse onderonsje met 2-1. In 2018 haalde de club voor het eerst in 7 jaar weer Europees voetbal door als vijfde te eindigen.
Op 27 april 2019 won Stade Rennais na penalty's ten koste van Paris Saint-Germain de Coupe de France. In het seizoen 2019/20 bereikte Stade Rennais voor het eerst plaatsing voor de Champions League, door op de derde plaatst in de Ligue 1 te eindigen.

## Erelijst
| Internationaal        |    |                  |
| UEFA Intertoto Cup    | 1x | 2008             |
| Nationaal             |    |                  |
| Coupe de France       | 3x | 1965, 1971, 2019 |
| Trophée des Champions | 1x | 1971             |
| Division 2            | 2x | 1956, 1983       |
| USFSA Ouest           | 3x | 1904, 1908, 1909 |
| DH Ouest              | 2x | 1920, 1923       |

## Eindklasseringen
- 1946 5e
Division Nationale
- 1947 9e
Division Nationale
- 1948 10e
Division Nationale
- 1949 4e
Division Nationale
- 1950 9e
Division Nationale
- 1951 14e
Division Nationale
- 1952 15e
Division Nationale
- 1953 16e
Division Nationale
- 1954 6e
Division Interrégionale
- 1955 3e
Division Interrégionale
- 1956 1e
Division Interrégionale
- 1957 16e
Division Nationale
- 1958 2e
Division Interrégionale
- 1959 12e
Division Nationale
- 1960 15e
Division Nationale
- 1961 14e
Division Nationale
- 1962 12e
Division Nationale
- 1963 11e
Division Nationale
- 1964 11e
Division Nationale
- 1965 4e
Division Nationale
- 1966 6e
Division Nationale
- 1967 11e
Division Nationale
- 1968 14e
Division Nationale
- 1969 11e
Division Nationale
- 1970 14e
Division Nationale
- 1971 11e
Division Nationale
- 1972 11e
Division Nationale
- 1973 10e
Division 1
- 1974 13e
Division 1
- 1975 19e
Division 1
- 1976 1e
Division 2
- 1977 20e
Division 1
- 1978 12e
Division 2
- 1979 7e
Division 2
- 1980 2e
Division 2
- 1981 4e
Division 2
- 1982 5e
Division 2
- 1983 1e
Division 2
- 1984 20e
Division 1
- 1985 3e
Division 2
- 1986 13e
Division 1
- 1987 20e
Division 1
- 1988 10e
Division 2
- 1989 3e
Division 2
- 1990 1e
Division 2
- 1991 20e
Division 1
- 1992 18e
Division 1
- 1993 2e
Division 2
- 1994 2e
Division 2
- 1995 13e
Division 1
- 1996 8e
Division 1
- 1997 16e
Division 1
- 1998 14e
Division 1
- 1999 5e
Division 1
- 2000 13e
Division 1
- 2001 6e
Division 1
- 2002 12e
Division 1
- 2003 15e
Ligue 1
- 2004 9e
Ligue 1
- 2005 4e
Ligue 1
- 2006 7e
Ligue 1
- 2007 4e
Ligue 1
- 2008 6e
Ligue 1
- 2009 9e
Ligue 1
- 2010 7e
Ligue 1
- 2011 6e
Ligue 1
- 2012 6e
Ligue 1
- 2013 13e
Ligue 1
- 2014 12e
Ligue 1
- 2015 9e
Ligue 1
- 2016 8e
Ligue 1
- 2017 9e
Ligue 1
- 2018 5e
Ligue 1
- 2019 10e
Ligue 1
- 2020 3e
Ligue 1
- 2021 6e
Ligue 1
- 2022 4e
Ligue 1
- 2023 4e
Ligue 1
- 2024 10e
Ligue 1
- 2025 12e
Ligue 1

- Niveau 1
- Niveau 2

| Seizoen   | №  | Clubs | Divisie | Duels | Winst | Gelijk | Verlies | Doelsaldo | Punten | Tsch   |
| --------- | -- | ----- | ------- | ----- | ----- | ------ | ------- | --------- | ------ | ------ |
| 2009–2010 | 9  | 20    | Ligue 1 | 38    | 14    | 11     | 13      | 52–41     | 53     | 22.660 |
| 2010–2011 | 6  | 20    | Ligue 1 | 38    | 15    | 11     | 12      | 38–35     | 56     | 23.398 |
| 2011–2012 | 6  | 20    | Ligue 1 | 38    | 17    | 9      | 12      | 53–44     | 60     | 20.560 |
| 2012–2013 | 13 | 20    | Ligue 1 | 38    | 13    | 7      | 18      | 48–59     | 46     | 18.342 |
| 2013–2014 | 12 | 20    | Ligue 1 | 38    | 11    | 13     | 14      | 47–45     | 46     | 19.523 |
| 2014–2015 | 9  | 20    | Ligue 1 | 38    | 13    | 11     | 14      | 35–42     | 50     | 20.125 |
| 2015–2016 | 8  | 20    | Ligue 1 | 38    | 13    | 13     | 12      | 52–54     | 52     | 23.180 |
| 2016–2017 | 9  | 20    | Ligue 1 | 38    | 12    | 14     | 12      | 36–42     | 50     | 22.473 |
| 2017–2018 | 5  | 20    | Ligue 1 | 38    | 16    | 10     | 12      | 50–44     | 58     | 23.111 |
| 2018–2019 | 10 | 20    | Ligue 1 | 38    | 13    | 13     | 12      | 55-52     | 52     | 23.539 |
| 2019–2020 | 3  | 20    | Ligue 1 | 28    | 15    | 5      | 8       | 38-24     | 50     | 25.893 |
| 2020–2021 | 6  | 20    | Ligue 1 | 38    | 16    | 10     | 12      | 52-40     | 58     | 0      |
| 2021–2022 | 4  | 20    | Ligue 1 | 38    | 20    | 6      | 12      | 82-40     | 66     | --     |
| 2022–2023 | 4  | 20    | Ligue 1 | 38    | 21    | 5      | 12      | 69-39     | 68     | --     |
| 2023–2024 | 10 | 18    | Ligue 1 | 34    | 12    | 10     | 12      | 53-46     | 46     | --     |
| 2024–2025 | 12 | 18    | Ligue 1 | 34    | 13    | 2      | 19      | 51-50     | 41     | --     |

## Selectie 2024/25
| Nr. |                     | Positie | Speler              |
| --- | ------------------- | ------- | ------------------- |
| 1.  | Vlag van Frankrijk  | DM      | Gauthier Gallon     |
| 3.  | Vlag van Frankrijk  | V       | Adrien Truffert     |
| 4.  | Vlag van Kameroen   | V       | Christopher Wooh    |
| 7.  | Vlag van Denemarken | M       | Albert Grønbæk      |
| 8.  | Vlag van Frankrijk  | M       | Baptiste Santamaria |
| 9.  | Vlag van Frankrijk  | A       | Arnaud Kalimuendo   |
| 10. | Vlag van Frankrijk  | A       | Amine Gouiri        |
| 11. | Vlag van Frankrijk  | M       | Ludovic Blas        |
| 13. | Vlag van Marokko    | V       | Mohamed Jaouab      |
| 14. | Vlag van Frankrijk  | M       | Benjamin Bourigeaud |
| 17. | Vlag van Wales      | M       | Jordan James        |
| 18. | Vlag van Kameroen   | V       | Mahamadou Nagida    |

| Nr. |                                        | Positie | Speler           |
| --- | -------------------------------------- | ------- | ---------------- |
| 19. | Vlag van Denemarken                    | A       | Henrik Meister   |
| 21. | Vlag van Servië                        | M       | Nemanja Matic    |
| 22. | Vlag van Frankrijk                     | V       | Lorenz Assignon  |
| 23. | Vlag van Frankrijk                     | V       | Warmed Omari     |
| 28. | Vlag van Finland                       | M       | Glen Kamara      |
| 30. | Vlag van Frankrijk                     | DM      | Steve Mandanda   |
| 34. | Vlag van Marokko                       | A       | Ibrahim Salah    |
| 36. | Vlag van Ghana                         | V       | Alidu Seidu      |
| 38. | Vlag van Frankrijk                     | M       | Djaoui Cissé     |
| 39. | Vlag van Frankrijk                     | A       | Mathis Lambourde |
| 40. | Vlag van Centraal-Afrikaanse Republiek | DM      | Geoffrey Lembet  |
| 80. | Vlag van Turkije                       | DM      | Dogan Alemdar    |
| 99. | Vlag van Turkije                       | A       | Bertuğ Yıldırım  |

## Stade Rennais in Europa
speelt sinds 1965 in diverse Europese competities. Hieronder staan de competities en in welke seizoenen de club deelnam:
- Champions League (1x)

2020/21
- Europa League (5x)

2011/12, 2018/19, 2019/20, 2022/23, 2023/24
- Conference League (1x)

2021/22
- Europacup II (2x)

1965/66, 1971/72
- UEFA Cup (3x)

2005/06, 2007/08, 2008/09
- Intertoto Cup (4x)

1996, 1999, 2001, 2008

## Bekende (oud-)spelers

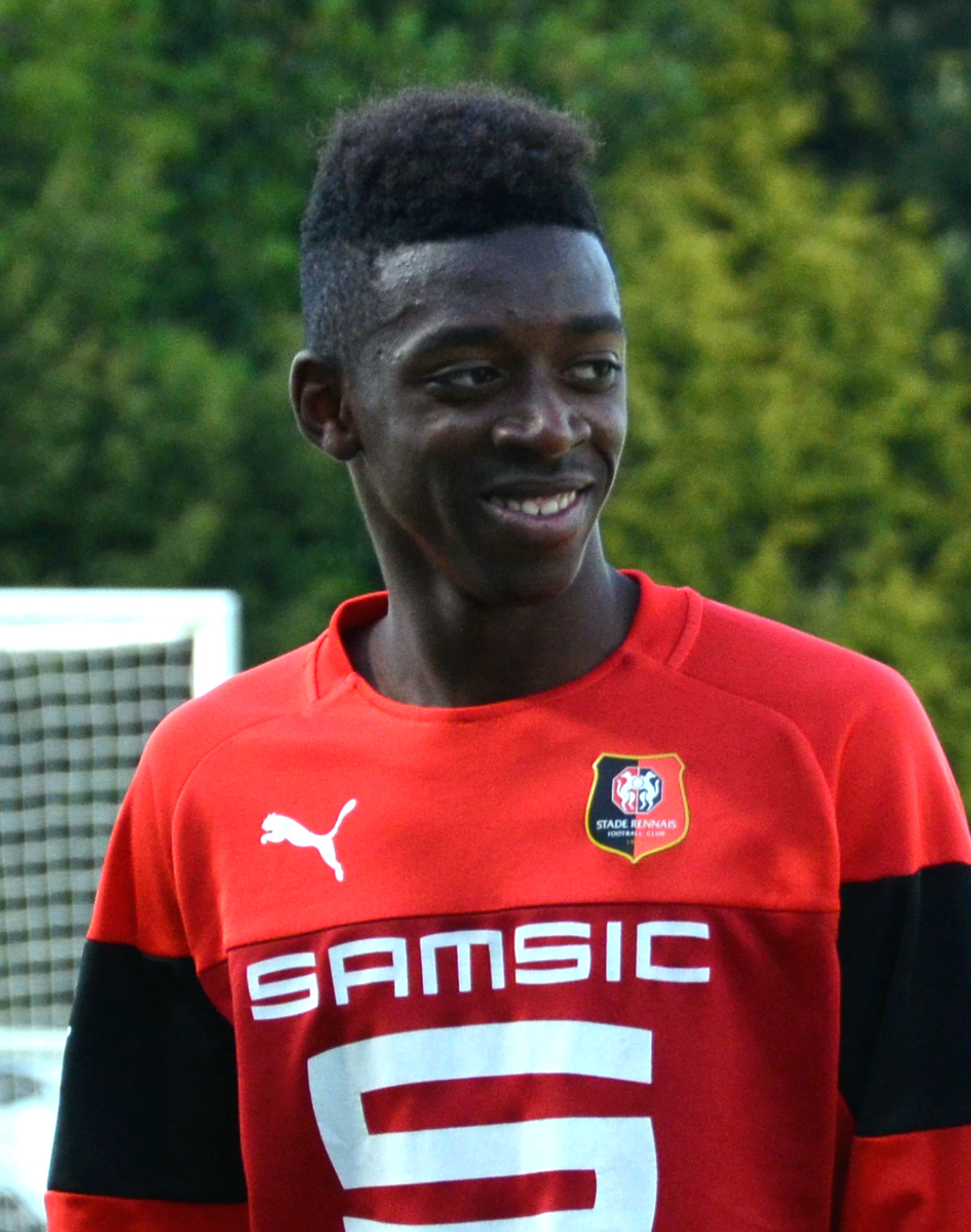
Ousmane Dembélé

## Trainer-coaches
| Van        | Tot        | Naam                | D   | W | G | V |
| ---------- | ---------- | ------------------- | --- | - | - | - |
| 04.03.2021 |            | Bruno Génésio       |     |   |   |   |
| 03.12.2018 | 01.03.2021 | Julien Stéphan      |     |   |   |   |
| 08.11.2017 | 03.12.2018 | Sabri Lamouchi      |     |   |   |   |
| 01.07.2016 | 08.11.2017 | Christian Gourcuff  |     |   |   |   |
| 20.01.2016 | 30.06.2016 | Rolland Courbis     |     |   |   |   |
| 01.07.2013 | 20.01.2016 | Philippe Montanier  |     |   |   |   |
| 01.07.2009 | 30.06.2013 | Frédéric Antonetti  | 183 |   |   |   |
| 18.12.2007 | 30.06.2009 | Guy Lacombe         | 73  |   |   |   |
| 01.07.2006 | 17.12.2007 | Pierre Dréossi      | 52  |   |   |   |
| 01.07.2003 | 30.06.2006 | Ladislau Bölöni     | 120 |   |   |   |
| 14.10.2002 | 30.06.2003 | Vahid Halilhodžić   | 28  |   |   |   |
| 01.07.2002 | 13.10.2002 | Philippe Bergeroo   | 10  |   |   |   |
| 01.07.2001 | 30.06.2002 | Christian Gourcuff  | 34  |   |   |   |
| 01.07.1998 | 30.06.2001 | Paul Le Guen        | 104 |   |   |   |
| 01.07.1997 | 30.06.1998 | Guy David           | 34  |   |   |   |
| 01.07.1996 | 30.06.1997 | Yves Colleu         |     |   |   |   |
| 01.07.1993 | 30.06.1996 | Michel Le Milinaire |     |   |   |   |
| 01.07.1991 | 30.06.1993 | Didier Notheaux     |     |   |   |   |
| 01.07.1987 | 30.06.1991 | Raymond Keruzoré    |     |   |   |   |
| 01.07.1984 | 31.12.1986 | Pierre Mosca        |     |   |   |   |
| 01.07.1982 | 30.06.1984 | Jean Vincent        |     |   |   |   |
| 01.07.1979 | 30.06.1982 | Pierre Garcia       |     |   |   |   |
| 01.07.1976 | 30.06.1978 | Claude Dubaële      |     |   |   |   |
| 01.07.1972 | 30.06.1974 | René Cédolin        |     |   |   |   |
| 01.07.1964 | 30.06.1972 | Jean Prouff         |     |   |   |   |
| 01.07.1952 | 30.06.1955 | Salvador Artigas    |     |   |   |   |